# (11040) Wundt
(11040) Wundt (1989 RG1) – planetoida z grupy pasa głównego asteroid okrążająca Słońce w ciągu 3,36 lat w średniej odległości 2,24 j.a. Odkryta 3 września 1989 roku. Nazwa planetoidy pochodzi od Wilhelma Wundta (1916–1985), niemieckiego psychologa i filozofa.